# Custoza (skib, 1875)
Panserskibet Custoza blev afleveret til den østrig-ungarske marine i 1875, som flådens hidtil største skib. Det var opkaldt efter en by i nærheden af Verona i det daværende østrigske Norditalien, hvor østrigerne i 1848 og 1866 besejrede hære fra henholdsvis kongeriget Sardinien og kongeriget Italien.

## Design
Bygningen af skibet blev vedtaget i 1868, og det blev bestilt på værftet Stabilimento Technico Triestino (STT) i det dengang østrigske Triest. Planerne for det blev udarbejdet af den østrig-ungarske flådes chefkonstruktør Romalko, som en videreudvikling af hans panserskib Erzherzog Albrecht. I forhold til forgængeren var det større og havde kraftigere kanoner. Custoza blev køllagt 17. november 1869, søsat 20. august 1872 og var på sin første prøvesejlads i februar 1875
Panserskibet var bygget af jern med pansring af smedejern: I vandlinjen 227 mm midtskibs, der aftog til 114 mm for og agter. Det centrale batteri var lige som på Erzherzog Albrecht fordelt over to dæk, og pansret med op til 178 mm på det nederste batteri og 152 mm på det øverste. Deplacementet var 7.060 tons standard og 7.731 tons fuldt lastet. Længden fra bovspryd til hæk var 95,0 m, bredden 17,7 m og dybgangen 8,2 m. Custoza var ved afleveringen rigget som en tremastet bark med et sejlareal på 1.932 m2 og besætningen var på 567 mand. Artilleriet bestod af 8 styk 26 cm kanoner fra Krupp, fordelt med fire på hvert af de to dæk i kasematten. Det mellemsvære skyts var 6 styk 87 mm L/24 kanoner og to styk 66 mm L/15, alle fra Uchatius.
Skibets maskineri var en to-cylindret dampmaskine med otte kedler, leveret af værftet i Triest. Maskineriets maksimale effekt var 4.986 HK, der gav en fart på 13,95 knob. Kulbeholdningen rakte til 1.624 sømil for fuld kraft.

## Tjeneste
Custoza var på prøvetogt i februar 1875. I 1877 var skibet på værft og fik reduceret rigningen fra bark- til skonnertrigning. I 1882 fulgte en egentlig modernisering, hvor Custoza fik installeret 11 hurtigtskydende kanoner til forsvar mod torpedobåde, og hvor der blev installeret fire torpedoapparater. Skibet var på værft igen i 1894-1895, og fra 1902 gjorde det tjeneste som skoleskib for kadetter. I 1914 blev Custoza logiskib i Pola, og efter nederlaget i 1. verdenskrig blev det afleveret til Italien, hvor det blev ophugget i 1920.

## Eksterne links
- Wikimedia Commons har flere filer relateret til Custoza (skib, 1875)